# Comfort Onyali
Comfort Onyali (née le 25 avril 1983) est une athlète nigériane, spécialiste du saut en longueur. 

## Biographie
Elle remporte la médaille d'argent du saut en longueur lors des championnats d'Afrique 2010, à Nairobi au Kenya, devancée par sa compatriote Blessing Okagbare.
Son record personnel est de 6,62 m, établi en 2010 à Salamanque.

### Palmarès
| Date | Compétition            | Lieu    | Résultat | Épreuve          | Performance |
| ---- | ---------------------- | ------- | -------- | ---------------- | ----------- |
| 2010 | Championnats d'Afrique | Nairobi | 2e       | Saut en longueur | 6,42 m      |

### Records
| Épreuve          | Performance | Lieu       | Date        |
| ---------------- | ----------- | ---------- | ----------- |
| Saut en longueur | 6,62 m      | Salamanque | 22 mai 2010 |